# 沙科维奇内-德默尔基·利迪娅
沙科维奇内-德默尔基·利迪娅（匈牙利語：Sákovicsné-Dömölky Lídia，1936年3月9日—），匈牙利女子击剑运动员。她曾代表匈牙利参加1956年、1960年、1964年和1968年夏季奥林匹克运动会击剑比赛，获得一枚金牌和一枚银牌。